# Carlo VI (film)
Carlo VI (Charles VI) è un cortometraggio muto del 1911 diretto da Louis Feuillade.

## Produzione
Il film fu prodotto dalla Société des Etablissements L. Gaumont.

## Distribuzione
Distribuito dalla Société des Etablissements L. Gaumont, uscì nelle sale cinematografiche francesi nel 1911. Negli Stati Uniti, fu distribuito dalla Kleine Optical Company che lo fece uscire il 16 dicembre 1911 con il titolo A Queen's Treachery; or, The Betrayal of Charles VI of France.